# Gällared
Gällared is een plaats in de gemeente Falkenberg in het landschap Halland en de provincie Hallands län in Zweden. De plaats heeft 85 inwoners (2000) en een oppervlakte van 30 hectare.